# Chantenay-Villedieu
Chantenay-Villedieu is een gemeente in het Franse departement Sarthe (regio Pays de la Loire) en telt 857 inwoners (2005). De plaats maakt deel uit van het arrondissement La Flèche.

## Geografie
De oppervlakte van Chantenay-Villedieu bedraagt 28,2 km², de bevolkingsdichtheid is 30,4 inwoners per km².
De onderstaande kaart toont de ligging van Chantenay-Villedieu met de belangrijkste infrastructuur en aangrenzende gemeenten.

## Demografie
Onderstaande figuur toont het verloop van het inwonertal (bron: INSEE-tellingen).

1. ↑  Populations de référence 2022.